# Pogonomelomys bruijni
Pogonomelomys bruijni là một loài động vật có vú trong họ Chuột, bộ Gặm nhấm. Loài này được Peters & Doria mô tả năm 1876.